# وحدت‌های سه‌گانه
وحدت‌های سه‌گانه از مهم‌ترین اصول تئاتر کلاسیک در یونان باستان است که برای اولین بار در کتاب فن شعر توسط ارسطو فیلسوف یونانی مطرح شده‌است.
۱- وحدت زمان: کلیت نمایش باید به بیان یک داستان در یک زمان فیزیکی خاص که معمولاً از بیست و چهار ساعت تجاوز نمی‌کند ارائه شود. کلیهٔ ماجراهای گذشته به‌صورت روایت و از زبان قهرمانان نمایش نقل می‌شود.
۲- وحدت مکان: کل داستان باید در یک منظر نمایشی واحد اجرا شود. همان‌طور که زمان پس و پیش نمی‌شود مکان نیز باید ثابت بماند. در نقل قول‌هایی که از زبان شخصیتهای نمایش در مورد اتفاقی در زمان و مکانی دیگر رخ داده‌است، معمولاً برای قرار گرفتن تماشاگر در فضای قصه از المان‌های متحرکی که به‌صورت نشانه بیانگر آن مکان خاص بود استفاده می‌شد.
۳- وحدت موضوع یا عمل: کلیت داستان باید دارای تنها یک محور اصلی داستانی باشد و از نمایش داستان‌های نامربوط و حاشیه‌ای اجتناب شود.